# Y
 Ovo je glavno značenje pojma Y. Za druga značenja pogledajte Y (razdvojba).
Y (malo y) je 25. slovo engleske latinice. U hrvatskom jeziku izgovara se kao j ili i. Neki ga čitaju "ipsilon".
Slovo Y nije izvorno postojalo u latinskoj abecedi, ono je tek kasnije uvedeno kako bi se ispravno zapisivale riječi grčkog podrijetla. Ono je izvorno označavalo glas koji se u međunarodnoj glasovnoj abecedi zapisuje kao /y/, a jednak je onom glasu kojeg se u njemačkom zapisuje kao ü. Tako da ispravni naziv ovog glasa nije ipsilon nego (koristeći njemačka slova) üpsilon. 